# Station Bohmte
Station Bohmte (Bahnhof Bohmte) is een spoorwegstation in de Duitse plaats Bohmte, in de deelstaat Nedersaksen. Het station werd op 15 mei 1873 in gebruik genomen. Het ligt aan de spoorlijn Bremen–Osnabrück (KBS 385) en Wittlager Kreisbahn (KBS 12387). In 1900 werd de private spoorwegstation Bohmte Ost aan de spoorlijn Holzhausen-Heddinghausen - Damme van de Wittlager Kreisbahn geopend.

## Stationsgebouw
Het monumentale stationsgebouw werd in 1871-1872 gebouwd en het westelijke deel van het station bestaat nog in oorspronkelijke toestand. Door diverse stijlen maakt dit gebouw een opvallende verschijning. In het gebouw werd in december 2010 een restaurant ondergebracht.

## Spoorlijnen
Het station ligt aan de hoofdspoorlijn van Hamburg via Bremen en Osnabrück verder het Ruhrgebied in. Deze werd van 1881 tot 1883 verdubbeld en in de jaren '60 geëlektrificeerd.
Op 18 augustus 1900 opende de Wittlager Kreisbahn een zijlijn van Holzhausen-Heddinghausen via Preußisch Oldendorf en Bad Essen naar Bohmte. Daarvoor werd een apart stations geopend, genaamd Bohmte Ost. De spoorlijn was alleen met één rangeerspoor verbonden met de hoofdspoorlijn. Op 1 juli 1914 werd de verlenging van de zijlijn via Hunteburg naar Damme geopend. Deze lijn gaat via een fly-over over de hoofdspoorlijn.
In 1966 werd het reizigersvervoer naar Hunteburg stilgelegd en het reizigersvervoer naar Preußisch Oldendorf gereduceerd tot enkele scholierentreinen, welke in 1971 werd gestaakt. Rond 1977 rijdt de Museums-Eisenbahn Minden over de zijlijnen een museumtrein. Begin 2000 werd de spoorlijn naar Hunteburg en Schwegermoor gesloten door de slechte staat. Door de gestegen goederenverkeer op het overige tracé verwierf de VLO, de opvolger van de Wittlager Kreisbahn, in 2007 een deel van de sporen in station Bohmte.

## Inrichting
Het station heet vandaag (2015) de beschikking over vier sporen. Tussen de middensporen 2 en 3 ligt een eilandperron, die door een tunnel bereikt kan worden. De buitensporen worden gebruikt als doorgangs- en inhaalsporen. Het hoofdperron die bij het stationsgebouw ligt is nog aanwezig, maar wordt niet gebruikt. Ten noorden lag een goederenstation die vandaag nog maar weinig sporen kent. Hier is ook de overgang naar het ten oosten gelegen station Bohmte Ost van de VLO. Deze heeft de beschikking over een laadperron en een onderhoudsgebouw. Het perron van Bohmte Ost ligt aan de zuidelijke uitgang van het station direct bij het busstation.

## Treinverbindingen
De volgende treinserie doet station Bohmte aan:
| Serie | Treinsoort                       | Route                                                                                  | Bijzonderheden                                              |
| ----- | -------------------------------- | -------------------------------------------------------------------------------------- | ----------------------------------------------------------- |
| RE 9  | Regional-Express (DB Regio Nord) | (Bremerhaven-Lehe – Bremerhaven Hbf – ) Bremen Hbf – Diepholz – Bohmte – Osnabrück Hbf | Rijdt 1x per twee uur tussen Bremerhaven-Lehe en Bremen Hbf |